# Maart 2012
Dit artikel geeft een chronologisch overzicht van belangrijke gebeurtenissen per dag in de maand maart van het jaar 2012.

## Gebeurtenissen

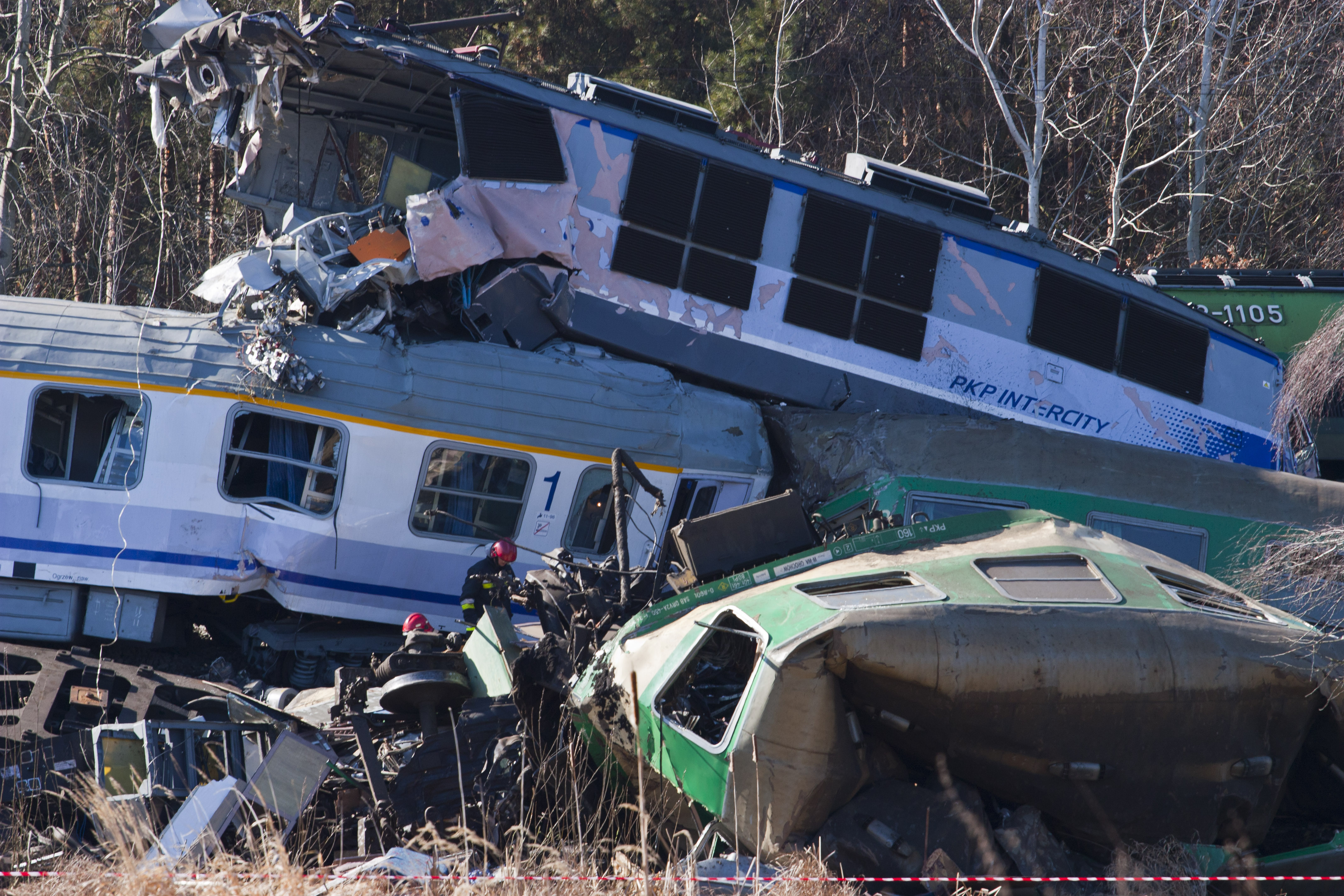
Wrakstukken van het spoorwegongeval bij Szczekociny

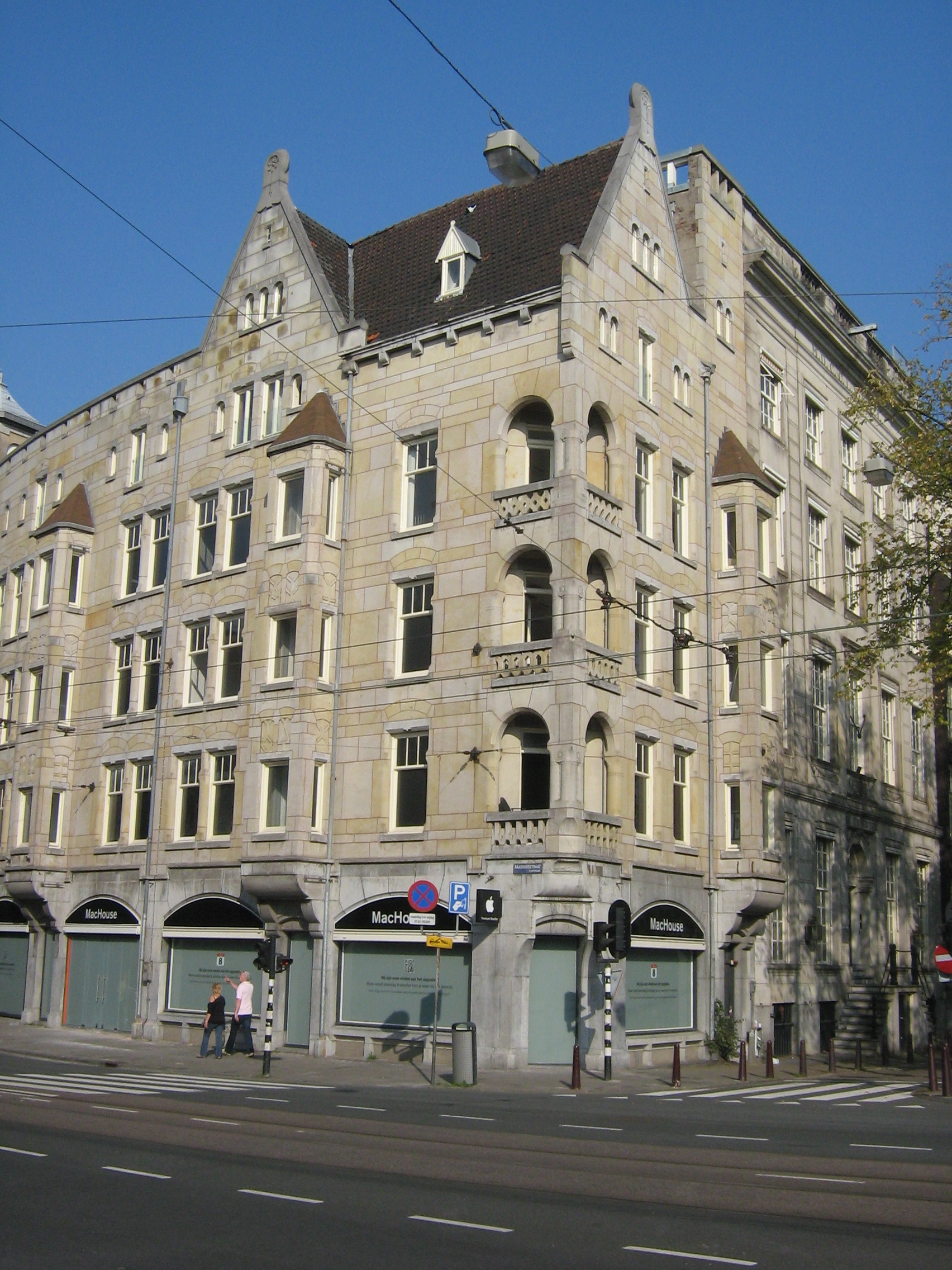
Het gebouw van de Applestore Amsterdam vóór de opening

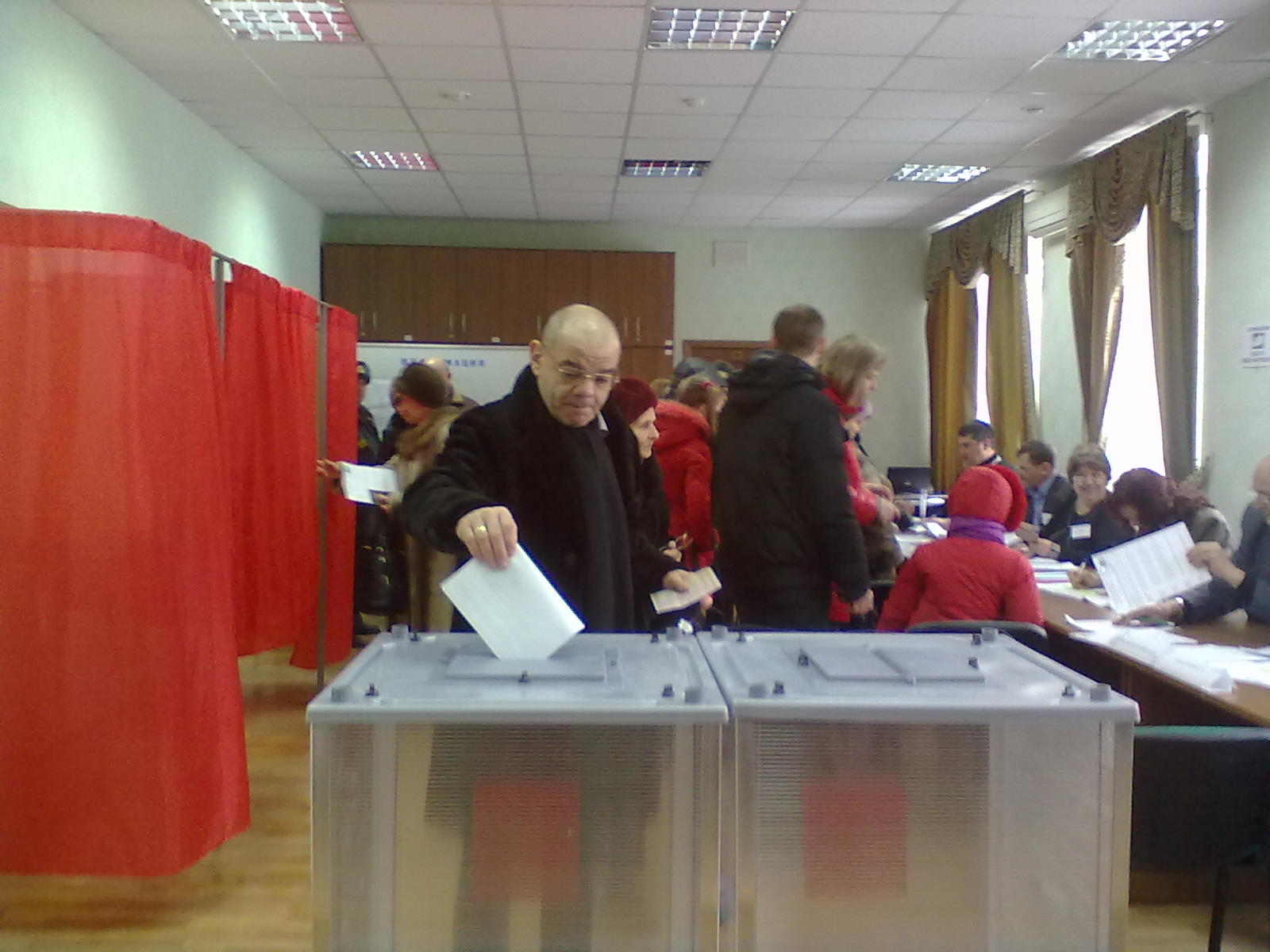
Russische presidentsverkiezingen

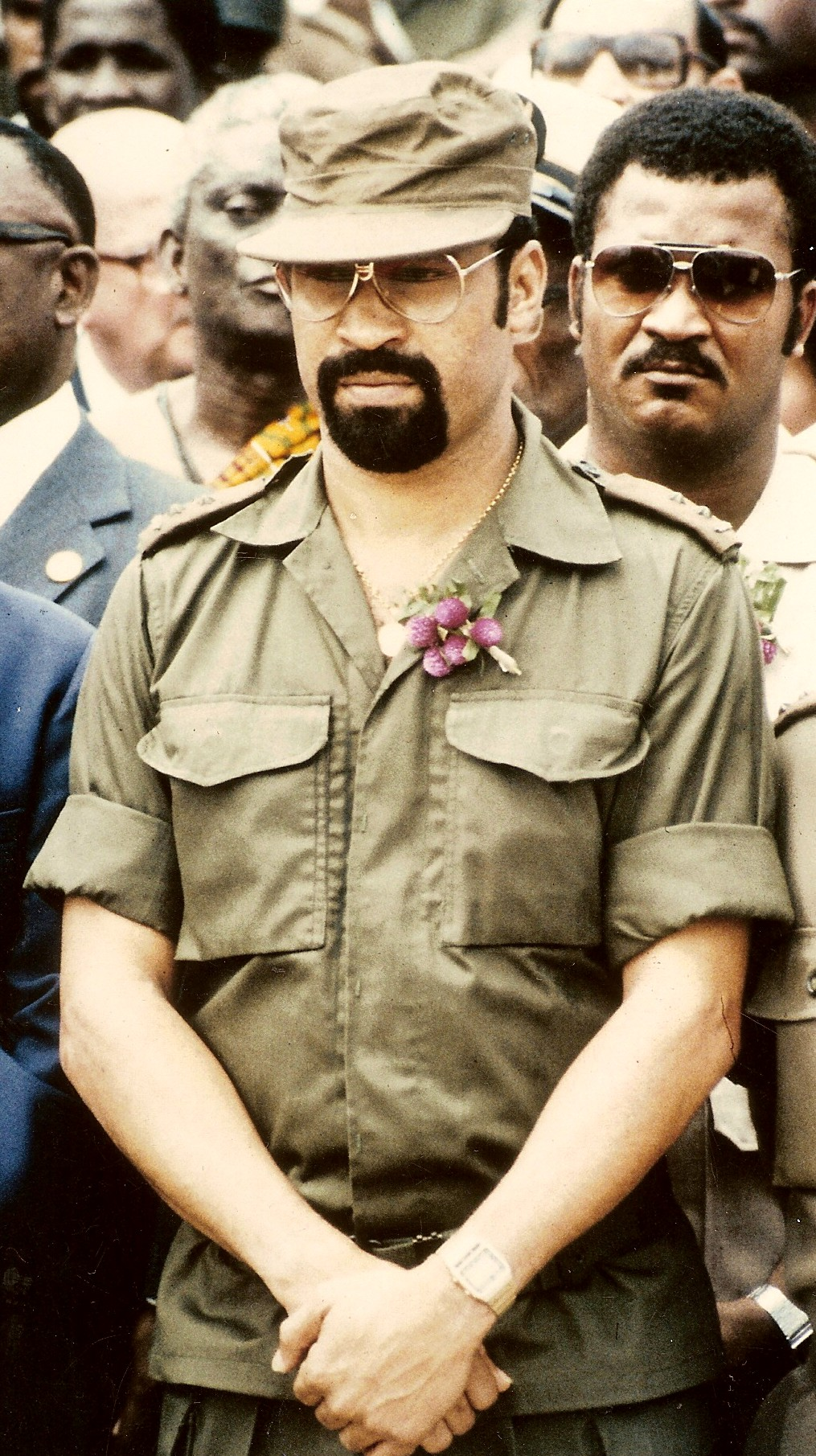
Desi Bouterse (1985)

### 3 maart
- De App Store van het Amerikaanse technologieconcern Apple bereikt de mijlpaal van 25 miljard gedownloade apps sinds de opening in 2008.
- Bij een botsing tussen twee treinen in het zuiden van Polen, nabij Szczekociny, ten noorden van Krakau, vallen zestien doden en 58 gewonden.
- Oppositie van de planeet Mars.
- De eerste Nederlandse Applestore opent in Amsterdam.

### 4 maart
- In de Congolese hoofdstad Brazzaville vallen bij minstens vijf zware explosies in een munitiedepot meer dan 200 doden en duizend gewonden.
- Vladimir Poetin wordt al in de eerste ronde van de Russische presidentsverkiezingen verkozen. Hij bekleedde deze functie eerder van 31 december 1999 tot 8 mei 2008. Volgens prognoses en eerste uitslagen krijgt hij meer dan 60 procent van de stemmen.

### 6 maart
- Leraren uit het Nederlands basisonderwijs, speciaal onderwijs en voortgezet onderwijs staken. Ze demonstreren in de ArenA in Amsterdam tegen de aangekondigde bezuiniging van 300 miljoen euro.

### 10 maart
- De linkse sociaaldemocraten winnen de parlementsverkiezingen in Slowakije. Ze behalen 46 procent van de stemmen, goed voor 86 van de 150 beschikbare zetels.
- Een grote brand richt zware schade aan aan de gotische burcht Krásna Hôrka in het oosten van Slowakije. Het meer dan 600 jaar oude kasteel was vorig jaar na een uitgebreide restauratie juist weer voor het publiek opengesteld.

### 12 maart
- Het gratis Nederlandse dagblad De Pers kondigt aan, na ruim vijf jaar, te zullen stoppen vanaf 30 maart. Dit vanwege structureel tegenvallende advertentie-inkomsten.

### 13 maart
- In een tunnel op de A9 bij het Zwitserse Sierre verongelukt een Belgische bus met schoolkinderen die op de terugweg waren van een skivakantie. Er vallen 28 doden, waarvan 22 kinderen. In de bus zaten ook 10 Nederlandse kinderen.

### 14 maart
- Thomas Lubanga uit Congo-Kinshasa wordt door het Internationaal Strafhof schuldig bevonden aan massamoorden en het ronselen en inzetten van kindsoldaten.

### 19 maart
- Bij een beschieting voor een Joodse school in de stad Toulouse in het zuidwesten van Frankrijk vallen vier doden en verschillende gewonden. De schutter wordt drie dagen later gedood na een beleg van meer dan een etmaal. (Lees verder)
- Een schilderij met een stilleven van bloemen in het Kröller-Müller Museum dat tien jaar geleden was afgeschreven als werk van Vincent van Gogh is door onderzoekers nu toch definitief aan hem toegeschreven.

### 20 maart
- De Nederlandse politicus Hero Brinkman stapt uit de Partij voor de Vrijheid (PVV) en gaat in de Tweede Kamer verder als een eenmansfractie.

### 21 maart
- Militairen in Mali plegen een staatsgreep tegen president Amadou Toumani Touré.

### 22 maart
- Selexyz, de boekhandelketen met de grootste omzet van Nederland, vraagt surseance van betaling aan. Selexyz lijdt vooral onder de verkoop van boeken op internet, waardoor de omzet in de grote boekwinkels terugloopt.
- Het treinverkeer in de omgeving van Amsterdam en Schiphol wordt lamgelegd door een grote softwarestoring te Amsterdam Centraal.

### 23 maart
- Tijdens het Surinaamse proces inzake de Decembermoorden verklaart Ruben Rozendaal onder ede dat Desi Bouterse destijds persoonlijk Cyrill Daal en Soerinder Rambocus heeft doodgeschoten.

### 26 maart
- James Cameron daalt in de bathyscaaf Deepsea Challenger af tot elf kilometer diepte in de Marianentrog om een documentaire te maken over het dierenleven op die grote diepte. Het is de eerste keer sinds Jacques Piccard en Don Walsh in 1960 deze afdaling maakten in de Trieste dat een mens zo diep afdaalde.

## Overleden
<< · januari · februari · maart · april · mei · juni · juli · augustus · september · oktober · november · december · >>